# Волегов, Владимир
Влади́мир Воле́гов (род. 19 декабря 1957, Хабаровск, Хабаровский край, РСФСР, СССР) — русский и испанский шаржист, художник-визуалист.
Участник большого числа художественных выставок. Победитель Всесоюзного конкурса карикатур в «Комсомольской правде» (1985), Советско-польского конкурса плаката (1988), конкурса «Нательная живопись» (1996), выставки «InterCHARM 1996», конкурса быстрой живописи в Льорет-де-Март (2007). Призёр конкурсов «Имидж 2000», быстрой рисовки в Кальдас-де-Малавелья (2009). Выставлялся в «Art Expo», Нью-Йорк (2012), «Excellence Fair», Испания (2012), «Obeniche, Honfleur», Франция (2014), «Art Show», Кальяри, Италия (2015), «Waterhouse», Санта-Барбара, США (2015), «Melefors», Линчёпинг, Швеция (2016), «Experience Centre Royal Talens», Апелдорн, Нидерланды (2016); «Antic and Art Fair Stockholm» (2017) и др.

## Биография
Родился 19 декабря 1957 года в Хабаровске.
Когда Волегову было два года, его родители расходятся, мать вместе с Владимиром переезжает в Свердловск. Она хочет, чтобы её сын стал врачом, однако, уже в школе он начинает проявлять внимание к живописи. Владимира привлекают к оформлению наглядных пособий. В тринадцать лет он получает первую выплату в десять рублей за плакат ко Дня труда.
После окончания художественной школы в Кривом Роге Волегов проходит срочную службу и женится. В 1980 поступает на факультет графики во Львове. После развода в 1988 году, для реализации творческих амбиций, Волегов переезжает в Москву. Он рисует портреты на Арбате, эскизы для Сувенирной продукции, сотрудничает с рекламными агентствами. Работа в звукозаписывающей студии «Мелодия» дала возможность художнику познакомиться со звездами советской эстрады: Пугачёвой, Киркоровым, Цыгановой и др.
В 2006 году со второй женой переезжает в Испанию. С 2011 году занимается созданием 3D-кукол и музыки. В Европе картины и куклы Волегова обрели некоторую популярность.

## Творчество
Ранние работы Волегова воплощены в графике, плакатах, иллюстрациях, обложках к грампластинкам и CD-дискам. Художник ищет себя и свой голос, пишет оригинальные шаржи, отличительной особенностью которых является беззлобный юмор. В его произведениях видно влияние Ильи Репина и Валентина Серова, русских и еровпейских импрессионистов.
«Помню, в школе, когда нам показывали работы передвижников, они меня нисколько не задевали: репродукции были плохого качества, и я не чувствовал силу техники. Но позже, когда я попал в Третьяковку, Эрмитаж, увидел Серова, Репина в оригинале, — я понял, что для меня это очень серьёзно. И по сей день музеи — реальные и виртуальные — для меня очень важны»
Европейская культура нашла большой отклик в сердце Волегова. Живя в Москве, в девяностые он много путешествует, участвует в художественных выставках, посещает Италию, Барселону, Берлин, Вену. После переезда в Испанию начинается второй период его творчества, так называемый, «романтический реализм».